# Zofia Pankowa
Zofia Pankowa, przybrane nazwiska: Antonina Karłowicz, Maria Zabłocka, Antonina Zasko, pseud. Marysia, Waluta, Antolka, Jadzia, Ola (ur. 27 września 1901 w osadzie Michalin w powiecie słonimskim, zm. pod koniec 1942 w Witebsku) – białoruska działaczka komunistyczna w Polsce.

## Życiorys
Córka hutników szkła Sergiusza i Aleksandry. W ósmym roku życia zaczęła pracę zarobkową w hucie. Trzy lata uczyła się w szkółce cerkiewnej. Stałą pracę rozpoczęła w wieku 11 lat w hucie "Niemen" w powiecie lidzkim. W tym czasie straciła matkę. W 1915 została ewakuowana z rodziną do Moskwy, gdzie najpierw pracowała w hucie szkła Duteroi, potem jako szlifierka w zakładzie "Berezicze" w Kozielsku pod Moskwą. Tam w listopadzie 1919 wstąpiła do Rosyjskiej Komunistycznej Partii (bolszewików) i rozpoczęła działalność. Do 1924 uczyła się w szkole wieczorowej, a następnie przez 3 lata studiowała w Moskiewskim Instytucie Pedagogicznym im. Krupskiej, gdzie poznała m.in. Małgorzatę Fornalską i pod jej wpływem w drugiej połowie 1927 wróciła do Polski. Następnie działała w Okręgowych Komitetach (OK) Komunistycznej Partii Zachodniej Białorusi (KPZB) w Białymstoku, Pińsku, głównie wśród robotnic oraz na wsiach. Latem 1928 jako delgatka Okręgu Białostockiego KPZB brała udział w obradach I Zjazdu KPZB. 22 listopada 1928 została aresztowana pod nazwiskiem Antoniny Karłowicz i 8 marca 1930 skazana przez Sąd Okręgowy (SO) w Pińsku na 4 lata ciężkiego więzienia. 28 czerwca 1929 urodziła w pińskim więzieniu syna, wychowywanego później przez jej teściową. 25 maja 1930-27 listopada 1932 odbywała karę w więzieniu w Fordonie. Po wyjściu na wolność przebywała przez krótki czas (1933) w Mińsku. W marcu 1934 przybyła znów na Białostocczyznę jako instruktorka Komitetu Centralnego KPZB do spraw wiejskich. 27 lipca 1935 została ponownie aresztowana we wsi Liczyce w powiecie wołkowyskim i 2 listopada 1936 skazana przez SO w Grodnie na 12 lat ciężkiego więzienia i utratę praw obywatelskich na 10 lat. Do września 1939 siedziała w fordońskim więzieniu. Po wydostaniu się na wolność dotarła pieszo do Białegostoku, gdzie działała jako przewodnicząca Miejskiego Komitetu Międzynarodowej Organizacji Pomocy Rewolucjonistom (MOPR) do czerwca 1941. Po wybuchu wojny niemiecko-sowieckiej przeniosła się z synem najpierw do Merefy koło Charkowa, a potem do Troicka w obwodzie czelabińskim. W maju 1942 została włączona do działającego na Witebszczyźnie białoruskiego oddziału partyzanckiego, do grupy specjalnej kierowanej przez Wierę Chorużę. 13 listopada 1942 została wysłana do Witebska, gdzie później przy ul. Klasztornej 12 została aresztowana przez Niemców. Nie udało się ustalić daty i miejsca egzekucji. Zginęła jako Antonina Zasko. Jej imię nadano jednej z ulic w Pińsku.